# سیدی فرج
سیدی فرج یک منطقهٔ مسکونی در الجزایر است که در ناحیه ثنیه واقع شده‌است. سیدی فرج ۳٫۵ کیلومتر مربع مساحت دارد ۴۵۰ متر بالاتر از سطح دریا واقع شده‌است.